# Formaciones en V
Las formaciones en "V", producidas en la contratación de valores, y analizadas en el análisis gráfico de valores, son formaciones de cambio de tendencia que se producen en los fondos de mercado y reflejan una fuerte caída de la cotización seguida por una importante subida de la misma.
Se desarrolla en pocas sesiones (y no en una sola como las variaciones intradía), acreditando la introducción de noticias positivas que cambian la tendencia del mercado.
El volumen, como elemento que confirma el comportamiento del mercado, aumenta significativamente en la subida de la “V”, asegurando el posible cambio de tendencia del mercado.
- Datos: Q8962020